# Beelzebub-jō no okinimesu mama.
Beelzebub-jō no okinimesu mama. (ベルゼブブ嬢のお気に召すまま。, Beruzebubu-jō no okinimesu mama., litt. « Comme Mlle Belzébuth aime. »), abrégée Beelmama. (ベルまま。, Beru mama.), est une série de manga écrite et dessinée par matoba. L'histoire suit le quotidien de Mullin, un assistant servant celle dont il a tant admiré, le seigneur démon Belzébuth. La série est aussi appelée en anglais As Miss Beelzebub Likes. (litt. « Comme Mlle Belzébuth aime. »).
Elle est prépubliée dans le magazine de shōnen manga de Square Enix Monthly Shōnen Gangan entre juillet 2015, et mai 2020 ; elle est composée au total de douze volumes tankōbon. Une adaptation en une série télévisée d'animation par le studio Liden Films est diffusée pour la première fois au Japon entre le 11 octobre et le 27 décembre 2018,.

## Synopsis
Au sein de l'Enfer, là où vit Satan, se trouvent des ex-anges chassés du Paradis. L'organisation administrative Pandémonium (万魔殿, Pandemoniumu), avec à sa tête le grand démon Belzébuth, emploie de nombreux démons afin de mettre à l'épreuve les humains avant le Jour du Jugement dernier.
Mullin est un jeune homme plein d'entrain, celui-ci a réussi à obtenir le travail dont il rêvait tant : devenir l'assistant de celle dont il admire énormément, le seigneur démon Belzébuth. Cependant, il va se rapidement rendre compte qu'elle est à l'opposé de ce qu'il s'imaginait…

## Personnages
Belzébuth (ベルゼブブ, Beruzebubu)
Voix japonaise : Saori Ōnishi (ja),
Le personnage au rôle-titre de la série, c'est une jeune fille aux longs cheveux blonds et aux yeux bleus. Belzébuth est un ancien séraphin et la dirigeante actuelle du Pandémonium à la suite de la disparition inexpliquée de Satan. Alors que la plupart des démons se tournent vers elle pour ses compétences en tant que dirigeante compétente et intelligente, en privé, c'est une véritable tête en l'air qui ne règne que parce que c'est son travail. Elle aime tout ce qui est duveteux, dont par ailleurs son rêve de toujours est de devenir une grosse boule de duvet. Elle aime taquiner son assistant en chef, Mullin, et l'embarrasse souvent pour son propre plaisir. Elle tombe amoureuse de lui après que celui-ci l'a protégé de voyous dans la rue, ayant son cœur battant la chamade après cet accident, mais comme elle n'a aucune expérience avec les hommes, elle ne comprend pas encore ce qu'elle ressent.
Mullin (ミュリン, Myurin)
Voix japonaise : Rikuya Yasuda (ja),
Un jeune démon aux cheveux bleus et aux yeux bleus, il est l'assistant en chef de Belzébuth et préfère que tout travail se déroule de manière fluide et efficace. Il a certaines caractéristiques de tsundere dont les autres démons affirment qu'il a le « cœur pur d'une jeune fille ». Il est facilement gêné et rougit dès qu'il est exposé au corps nu de Belzébuth ou à tout ce qui concerne le sexe. Il est souvent frustré par le comportement de Belzébuth et, tout en respectant ses compétences en gestion, il est plus que disposé à réprimander son comportement de tête en l'air. Il est fortement attiré par cette dernière et ne peut souvent pas supporter à quel point elle est mignonne. Il est très protecteur envers elle et a au moins une certaine capacité de combat comme la fois où il s'est rapidement occupé de deux voyous qui harcelaient Belzébuth quand elle s'est égarée dans la ville.
Azazel (アザゼル, Azazeru)
Voix japonaise : Satoshi Hino (ja),
Un grand démon musclé au comportement sérieux, aux cheveux argentés et aux yeux bruns qui était un chérubin. En dépit de son apparence sérieuse, il est extrêmement gentil et amical. Il ne parle presque jamais à voix haute, préférant communiquer avec des messages écrits sur des panneaux d'affichage. Il aime secrètement les choses mignonnes comme les chiots et les chatons et collectionne les peluches qu'il garde dans sa chambre, en particulier les ours en peluche. Le seul repas qu'il mange à la cantine du château est des pancakes en forme d'ours en peluche. Il est assez habile en couture pour pouvoir fabriquer ses propres animaux en peluche, ce que Belzébuth lui demande souvent, et il est également capable de faire ses propres biscuits. Il aime Belphégor et déteste que son apparence lui fasse peur et a essayé plusieurs méthodes pour paraître moins effrayant.
Belphégor (ベルフェゴール, Berufegōru)
Voix japonaise : Misaki Kuno,
Une jeune démon aux cheveux roses et aux yeux rouges, ancienne principauté du ciel. Elle souffre d'une grave anxiété sociale et a peur de presque tout le monde, à l'exception de Belzébuth, se cachant toujours derrière elle. Son anxiété signifie qu'elle est presque constamment secouée par la peur et qu'elle a aussi une petite vessie qui la pousse à uriner lorsqu'elle est vraiment effrayée, ce qui signifie qu'elle se rend à la salle de bain plusieurs fois par minute. Elle semble avoir des sentiments pour Azazel car elle était extrêmement nerveuse à ses côtés, bouleversée lorsqu'elle pensait qu'il était en colère contre elle et a accepté avec joie un sac de biscuits de Mullin après avoir appris qu'Azazel les a préparé.
Astaroth (アスタロト, Asutaroto)
Voix japonaise : Yoshitsugu Matsuoka,
Un ancien ange aux cheveux blonds et aux yeux dorés qui utilise parfois de fausses ailes d'ange pour impressionner les femmes. Il est maintenant le ministre des Finances du Pandémonium, qui contrôle tous l'argent et les budgets des départements, bien qu'il soit connu pour gaspiller ou dépenser à tort et à travers les budgets de manière imprudente. Il a choisi la déchéance peu de temps après celle de Belzébuth en raison de son amour pour cette dernière et essaie souvent de communiquer ses sentiments, bien que ses méthodes le fassent passer pour un harceleur. Il était surpris que Belzébuth semble aimer Mullin plus que lui, car il considère que Mullin est ennuyeux et peu impressionnant. Il aime se désigner comme le grand frère de Belzébuth, bien qu'ils ne soient pas de la même famille.
Sargatanas (サルガタナス, Sarugatanasu)
Voix japonaise : Ai Kakuma (ja),
Une grande et stricte démon aux yeux bruns et aux cheveux courts et mauves, à l'exception de deux longues mèches qui atteignent presque le sol. Elle est l'assistante d'Astaroth et passe le plus clair de son temps à le poursuivre et à le forcer à retourner au travail. En dépit de son apparence calme, elle est en réalité une sadique ouverte, punissant fréquemment Astaroth de manière violente ou menaçant de lui tirer dessus avec ses deux pistolets, en particulier lorsqu'il fait une remarque sur sa poitrine plate. Sa position au sein du service financier du Pandémonium lui permet de conserver une réserve d'argent confidentielle pour réparer les dommages causés par ses méthodes violentes qui ont obligé Astaroth à faire son travail. Malgré sa violence, elle aime aussi des choses mignonnes comme Azazel, bien qu'à la différence de ce dernier, elle préfère garder son passe-temps secret. Elle est secrètement amoureuse d'Astaroth et devient embarrassée à chaque fois qu'il lui dit quelque chose de gentil.
Eurynomé (エウリノーム, Eurinōmu)
Voix japonaise : Chinatsu Akasaki,
Une démon portant des lunettes aux longs cheveux bleus et aux yeux verts qui travaille dans le département de la justice du Pandémonium. Quand elle travaille, elle est très professionnelle et, selon Mullin, très cool, mais en secret, elle a un fétiche pour les jeunes garçons, même si elle ne les observe seulement de loin. Son fétiche signifie qu'elle considère les hommes adultes comme peu attrayants et que le seul moyen de parler avec eux est d'utiliser sa puissante imagination, un pouvoir qu'elle appelle « Ailes de l'imagination », pour représenter tous les hommes adultes sous leur forme de jeune garçon. Elle n'aime pas particulièrement Astaroth à cause de sa personnalité peu sincère et facile, préférant de loin sa forme fragile de jeune garçon qu'elle voit dans son imagination. Elle semble avoir un béguin plus important pour Dantalion en raison de son apparence extrêmement jeune.
Dantalion (ダンタリオン, Dantarion)
Voix japonaise : Aoi Yūki,
Un démon paraissant très jeune ayant des cheveux et des yeux bleus et possédant également des oreilles de lapin bleu foncé. Il est le bibliothécaire de la bibliothèque du Pandémonium, qui est à la fois atteint de bibliomanie et de bibliophilie. Son activité favorite est la lecture de livres la nuit, ce qui signifie qu'il s'endort souvent sur son bureau, tout en parlant aux gens et même en se levant. Il possède la capacité de déterminer exactement le livre qu'une personne voudrait le plus lire, devinant correctement l'auteur préféré de Mullin après ne l'avoir connu que pendant quelques secondes. Il est ami avec Azazel et utilise Molech comme escabeau pour atteindre les étagères en hauteur. Bien qu'il se réfère à Molech en tant que senpai, il est généralement celui qui donne des ordres à Molech. Il affirme avoir lu tous les livres de la bibliothèque, dont on dénombre plus de 700 millions. En se basant sur le temps qu'il faudrait pour lire autant de livres, Mullin estime que le jeune Dantalion pourrait bien être l'un des plus vieux démons du Pandémonium.
Molech (モレク, Moreku)
Voix japonaise : Kazuyuki Okitsu,
Un démon extrêmement énergique, excessif et bruyant, avec des cheveux bruns, des yeux verts et des lunettes. Il est l'un des plus vieux démons du Pandémonium, ce qui le rend presque aussi important que Belzébuth. Cependant, contrairement à cette dernière, il délègue tout son travail à ses subordonnés afin qu'il puisse se concentrer sur sa véritable passion et faire ce que Dantalion lui dit de faire.
Nisroch (ニスロク, Nisuroku)
Voix japonaise : Shinobu Matsumoto (ja)
Un grand démon aux cheveux et aux yeux orange. Il est l'ancien principauté du jardin d'Éden qui gardait le fruit défendu. Il est maintenant le cuisiner personnel de Belzébuth et en est fier, au point d'être ému aux larmes quand elle lui a demandé une leçon de cuisine, pensant qu'elle voulait apprendre pour ne plus avoir besoin de lui. Il est assez habile pour pouvoir cuisiner un repas entier en 3 secondes, déchirant ses vêtements par la même occasion qui ne supportent pas la grande vitesse de ses déplacements.
Adramelech (アドラメレク, Adoramereku)
Voix japonaise : Masaya Onosaka (ja)
Un ancien trône devenu un démon aux cheveux violets portant un chapeau orné d'un ruban, une veste militaire autour de ses épaules et une chemise à large col déboutonnée. Il est assez efféminé et préfère que l'on appelle par son surnom « Adi ». Il adore tout ce qui est joli et est plutôt narcissique en rougissant après avoir vu son propre reflet dans les yeux de Mullin. Il travaille pour le département de la garde-robe du Pandémonium en tant que responsable de tout ce qui touche à l'art et est responsable des vêtements personnels et des tenues de cérémonie de Belzébuth.
Buer (ブエル, Bueru)
Voix japonaise : Shiori Izawa
Une démon à tête de lion avec plusieurs rubans dans ses cheveux et vêtue d'une robe noire sous une blouse blanche. Elle est le médecin en chef de l'infirmerie du Pandémonium.

## Productions et supports

### Manga
Beelzebub-jō no okinimesu mama. (ベルゼブブ嬢のお気に召すまま。) est écrite et dessinée par matoba,. La série est lancée dans le numéro d'août 2015 du magazine de prépublication de shōnen manga Monthly Shōnen Gangan le 10 juillet 2015,. Le dernier chapitre de la série est publié dans le numéro de juin 2020, sorti le 12 mai 2020. Les chapitres sont rassemblés et édités dans le format tankōbon par Square Enix avec le premier volume publié en mars 2016 ; la série compte au total douze volumes tankōbon,.
En Amérique du Nord, Yen Press a annoncé durant le Sakura-Con, en avril 2017, l'acquisition de la série pour l'éditer en anglais sous le titre As Miss Beelzebub Likes.. Le premier volume est publié en avril 2018.

#### Liste des volumes
| no                                                                                               | Japonais          | Japonais                                                                  |
| no                                                                                               | Date de sortie    | ISBN                                                                      |
| ------------------------------------------------------------------------------------------------ | ----------------- | ------------------------------------------------------------------------- |
| 1                                                                                                | 12 mars 2016      | 978-4-7575-4902-9                                                         |
| 2                                                                                                | 22 août 2016      | 978-4-7575-5074-2                                                         |
| 3                                                                                                | 22 novembre 2016  | 978-4-7575-5151-0                                                         |
| 4                                                                                                | 22 mars 2017      | 978-4-7575-5272-2                                                         |
| 5                                                                                                | 22 août 2017      | 978-4-7575-5437-5                                                         |
| 6                                                                                                | 22 décembre 2017  | 978-4-7575-5550-1                                                         |
| 7                                                                                                | 21 avril 2018     | 978-4-7575-5691-1                                                         |
| 8                                                                                                | 21 septembre 2018 | 978-4-7575-5844-1                                                         |
| 9                                                                                                | 22 décembre 2018, | 978-4-7575-5930-1 (édition standard) 978-4-7575-5931-8 (édition spéciale) |
| EXTRA : L'édition spéciale de ce volume comporte une mini collection d'illustrations en couleur. |                   |                                                                           |
| 10                                                                                               | 11 mai 2019       | 978-4-7575-6114-4                                                         |
| 11                                                                                               | 12 novembre 2019  | 978-4-7575-6338-4                                                         |
| 12                                                                                               | 10 juillet 2020   | 978-4-7575-6740-5                                                         |

### Anime
Une adaptation en une série télévisée d'animation a été annoncée dans le numéro de mai 2018 du Monthly Shōnen Gangan, sorti le 12 avril 2018,. Celle-ci est réalisée par Minato Kazuto au sein du studio d'animation Liden Films avec Yoriko Tomita pour l'écriture et la supervision des scripts ; Etsuko Sumimoto a fourni les character designs tandis que Satoshi Motoyama est le directeur sonore ; Kanon Wakeshima et naotyu- composent la bande originale de la série,,. La narration de la série est confiée à Kikuko Inoue,. La série est diffusée pour la première fois au Japon entre le 11 octobre et le 27 décembre 2018 sur ABC, et un peu plus tard sur Tokyo MX, GTV, GYT, BS11 et TVA,. Crunchyroll détient les droits de diffusion en streaming de l'anime dans le monde entier, excepté en Asie, sous le titre anglais As Miss Beelzebub Likes.. La série est composée de 12 épisodes répartis dans six coffrets Blu-ray/DVD,.
La chanson de l'opening, intitulée Pink Lemonade (ピンクレモネード, Pinkuremonēdo, litt. « Limonade rose »), est réalisée par le groupe Sangatsu no Phantasia, tandis que le character song, intitulé Akuma de koiwazurai (あくまで恋煩い, litt. « Obstinément amoureux »), sert d'ending est interprétée par les seiyūs Saori Ōnishi, Misaki Kuno et Ai Kakuma sous le nom de leurs personnages,.

#### Liste des épisodes
| No | Titre français                                                                   | Titre japonais                                                  | Titre japonais                                                 | Date de 1re diffusion |
| No | Titre français                                                                   | Kanji                                                           | Rōmaji                                                         | Date de 1re diffusion |
| -- | -------------------------------------------------------------------------------- | --------------------------------------------------------------- | -------------------------------------------------------------- | --------------------- |
| 1  | Boy meets softness girl / Son Excellence ne connaît pas le cœur de son assistant | ボーイ・ミーツ・モフみガール。/ 近侍の心、閣下知らず。          | Boi mītsu mofumigāru. / Kinji no kokoro, kakka shirazu.        | 11 octobre 2018       |
| 2  | Mon modèle a un goût de conte de fées / Vibration Girl entre en scène            | 兄貴はメルヘンなお味。 / 登場、バイブレーションガール。         | Aniki wa meruhen nao aji. / Tōjō, baiburēshongāru.             | 18 octobre 2018       |
| 3  | L'ex-ange qui mettait des ailes / L'assistante, cette sadique                    | 翼をつけた元天使。 / その近侍、ドSにつき。                      | Tsubasa o tsuketa moto Enjeru. / Sono kinji, do esu ni tsuki.  | 25 octobre 2018       |
| 4  | Volez, ailes imaginaires ! / Son Excellence se rend au chevet d'un malade        | 羽ばたけ！想像の翼。 / 閣下、はじめてのお見舞い。               | Habatake! Sōzō no tsubasa. / Kakka, hajimete no o mimai.       | 1er novembre 2018     |
| 5  | Une bibliomanie un peu amère / Faites le premier pas avec des brownies           | ちょっぴりビター、ビブリオマニア。 / 勧め、ブラウニーとともに。 | Choppiri bitā, biburiomania. / Susume, buraunī to tomoni.      | 8 novembre 2018       |
| 6  | L'Équivalent de 9 centimètres / Le Secret de Son Excellence                      | ９センチ分の。/ 閣下の秘蜜。                                    | 9-Senchi-bun no. / Kakka no himi.                              | 15 novembre 2018      |
| 7  | Les Bains du Pandémonium / Je veux mieux te connaître                            | パンデモ湯よいとこ一度はおいで。 / “もっと知りたい”のに…。      | Pan demo yu yoi toko ichido wa oide. / “Motto shiritai” noni…. | 22 novembre 2018      |
| 8  | Je veux dire que c'est mignon / Allons à la mer                                  | かわいいって言いたい。 / 海に行こう。                           | Kawai itte iitai. / Umi ni ikō.                                | 29 novembre 2018      |
| 9  | Ils se croisent parfois / Parce que j'en ai rêvé                                 | ふたり、ときどきすれ違い。 / 夢を見たから。                     | Futari, tokidoki surechigai. / Yumewomita kara.                | 6 décembre 2018       |
| 10 | Une canette de café de distance / Ton odeur, les jours froids                    | 缶コーヒー１本分の距離。 / 寒い日、あなたの香り。               | Kan kōhī 1 honbun no kyori. / Samui hi, anata no kaori.        | 13 décembre 2018      |
| 11 | Gocchin in Merryland                                                             | ごっちん・IN・メリーランド。                                    | Gotchin in Merīrando.                                          | 20 décembre 2018      |
| 12 | L'assistant ne comprend pas Son Excellence / Ce sentiment s'appelle…             | 閣下の心、近侍知らず。 / その気持ちの名前は。                   | Kakka no kokoro, kinji-shirazu. / Sono kimochi no namae wa.    | 27 décembre 2018      |

### Sources
1. ↑  (ja) matoba, interview par Haruka Yanagawa, アニメ「ベルゼブブ嬢のお気に召すまま。」特集 第1回 原作者・matobaインタビュー (1/3), Comic Natalie, (consulté le 14 octobre 2018).
2. 1 2 3  (en) Rafael Antonio Pineda, « 'As Miss Beelzebub Likes' Comedy Manga Gets TV Anime : Yen Press publishes manga about demon king boss who is not who she seems to be », sur Anime News Network, 10 avril 2018 (consulté le 14 octobre 2018)
3. 1 2 3  (ja) « 「ベルゼブブ嬢のお気に召すまま。」TVアニメ化！モフモフ好き悪魔の日常描く », sur natalie.mu,‎ 12 avril 2018 (consulté le 14 octobre 2018)
4. 1 2  (en) Karen Ressler, « Yen Press Licenses Saga of Tanya the Evil, Acca 13, One Week Friends, A Polar Bear in Love, More : More Sword Art Online manga, Regarding Reincarnation as Slime light novel, more », sur Anime News Network, 15 avril 2017 (consulté le 14 octobre 2018)
5. 1 2  (ja) « 「屍姫」の赤人義一、ガンガンで新連載！岸本斉史×岸本聖史の兄弟対談も », sur natalie.mu,‎ 10 juillet 2015 (consulté le 14 octobre 2018)
6. 1 2  (en) Karen Ressler, « Corpse Princess' Akahito Starts Saisei no Phantasma Manga : Also: new series by matoba; Black Detective, Bloody Cross manga end », sur Anime News Network, 10 juillet 2015 (consulté le 14 octobre 2018)
7. 1 2  (en) Alex Mateo, « As Miss Beelzebub Likes Manga's matoba Prepares New Work : As Miss Beelzebub Likes manga ended on Tuesday », sur Anime News Network, 10 juillet 2015 (consulté le 14 octobre 2018)
8. 1 2  (ja) Natasha Inc, « 恋の行方は？ゆるふわ魔界の日常コメディ「ベルゼブブ嬢のお気に召すまま。」最終巻 », sur natalie.mu,‎ 10 juillet 2020 (consulté le 10 juillet 2020)
9. 1 2 3  (en) Egan Loo, « 'As Miss Beelzebub Likes' Anime's 1st Full Promo Reveals Kikuko Inoue's Narration, October 10 Debut : Video also previews Sangatsu no Phantasia's opening song "Pink Lemonade" », sur Anime News Network, 9 septembre 2018 (consulté le 14 octobre 2018)
10. 1 2  (ja) « ON AIR オンエア », sur Site officiel (consulté le 14 octobre 2018)
11. 1 2 3 4 5 6 7 8 9 10 11 12  (ja) « STAFF/CAST スタッフ/キャスト », sur Site officiel (consulté le 14 octobre 2018)
12. 1 2 3  (en) Crystalyn Hodgkins, « As Miss Beelzebub Likes Anime Reveals October Premiere, Cast, Staff : Rikuya Yasuda, Saori Ōnishi star in series at LIDEN FILMS », sur Anime News Network, 11 juin 2018 (consulté le 14 octobre 2018)
13. ↑  (en) Egan Loo, « 'As Miss Beelzebub Likes' Anime's New Video Reveals Satoshi Hino as Azazel : Hino joins Rikuya Yasuda, Saori Ōnishi, Misaki Kuno in October TV show », sur Anime News Network, 20 août 2018 (consulté le 14 octobre 2018)
14. ↑  (en) Rafael Antonio Pineda, « As Miss Beelzebub Likes Anime's Video Reveals Misaki Kuno as Belphegol : Kuno joins Rikuya Yasuda, Saori Ōnishi in October anime », sur Anime News Network, 20 août 2018 (consulté le 14 octobre 2018)
15. 1 2  (en) Crystalyn Hodgkins, « 'As Miss Beelzebub Likes' Anime's New Videos Reveal 2 New Cast Members : Ai Kakuma voices Sargatanas, Yoshitsugu Matsuoka voices Astaroth in series premiering in October », sur Anime News Network, 27 août 2018 (consulté le 14 octobre 2018)
16. 1 2 3  (en) Crystalyn Hodgkins, « 'As Miss Beelzebub Likes' Anime's New Videos Reveal 3 New Cast Members : Chinatsu Akasaki, Aoi Yūki, Kazuyuki Okitsu join cast for in series premiering in October », sur Anime News Network, 3 septembre 2018 (consulté le 14 octobre 2018)
17. ↑  (ja) « 半田くんのオススメ作品を読もう！抽選で「はんだくん」図書カード当たる », sur natalie.mu,‎ 12 mars 2016 (consulté le 14 octobre 2018)
18. ↑  (en) Rafael Antonio Pineda, « As Miss Beelzebub Likes Manga Ends With 12th Volume Next Spring : matoba's manga launched in July 2015, inspired TV anime in October 2018 », sur Anime News Network, 13 novembre 2019 (consulté le 14 novembre 2019)
19. ↑  (en) « As Miss Beelzebub Likes, Vol. 1 : By Matoba (Trade Paperback, 2018) », sur Yen Press, 24 avril 2018 (consulté le 14 octobre 2018)
20. ↑  (ja) « 「ベルゼブブ嬢のお気に召すまま。」matobaが9巻発売日に新宿でサイン会 », sur natalie.mu,‎ 12 décembre 2018 (consulté le 26 septembre 2018)
21. ↑  (ja) « 「ベルゼブブ嬢のお気に召すまま。」大西沙織、安田陸矢出演で10月より放送 », sur natalie.mu,‎ 12 juin 2018 (consulté le 14 octobre 2018)
22. ↑  GoToon, « ANNONCE : As Miss Beelzebub Likes It. en simulcast sur Crunchyroll : La plus douce des démones », sur Crunchyroll, 10 octobre 2018 (consulté le 14 octobre 2018)
23. ↑  (ja) « Blu-ray & DVD パッケージ : ベルゼブブ嬢のお気に召すまま。6 », sur Site officiel,‎ 11 octobre 2018 (consulté le 14 octobre 2018)
24. ↑  (en) Crystalyn Hodgkins, « 'As Miss Beelzebub Likes' Anime Listed With 12 Episodes : Crunchyroll streams anime worldwide outside of Asia », sur Anime News Network, 11 octobre 2018 (consulté le 14 octobre 2018)
25. ↑  (ja) « MUSIC 音楽情報 : OPENING オープニングテーマ », sur Site officiel (consulté le 14 octobre 2018)
26. ↑  (ja) « MUSIC ミュージック : ENDING エンディングテーマ », sur Site officiel (consulté le 14 octobre 2018)

### Œuvres
Édition japonaise
1. 1 2  (ja) « ベルゼブブ嬢のお気に召すまま。 », sur Square Enix (consulté le 14 octobre 2018)
2. 1 2  (ja) « ベルゼブブ嬢のお気に召すまま。 2 », sur Square Enix (consulté le 14 octobre 2018)
3. 1 2  (ja) « ベルゼブブ嬢のお気に召すまま。 3 », sur Square Enix (consulté le 14 octobre 2018)
4. 1 2  (ja) « ベルゼブブ嬢のお気に召すまま。 4 », sur Square Enix (consulté le 14 octobre 2018)
5. 1 2  (ja) « ベルゼブブ嬢のお気に召すまま。 5 », sur Square Enix (consulté le 14 octobre 2018)
6. 1 2  (ja) « ベルゼブブ嬢のお気に召すまま。 6 », sur Square Enix (consulté le 14 octobre 2018)
7. 1 2  (ja) « ベルゼブブ嬢のお気に召すまま。 7 », sur Square Enix (consulté le 14 octobre 2018)
8. 1 2  (ja) « ベルゼブブ嬢のお気に召すまま。 8 », sur Square Enix (consulté le 14 octobre 2018)
9. 1 2  (ja) « ベルゼブブ嬢のお気に召すまま。 9 », sur Square Enix (consulté le 12 décembre 2018)
10. 1 2  (ja) « ベルゼブブ嬢のお気に召すまま。特装版 9 », sur Square Enix (consulté le 12 décembre 2018)
11. 1 2  (ja) « ベルゼブブ嬢のお気に召すまま。 10 », sur Square Enix (consulté le 4 juin 2019)
12. 1 2  (ja) « ベルゼブブ嬢のお気に召すまま。 11 », sur Square Enix (consulté le 14 novembre 2019)
13. 1 2  (ja) « ベルゼブブ嬢のお気に召すまま。 12 », sur Square Enix (consulté le 10 juillet 2020)